# 陳有海

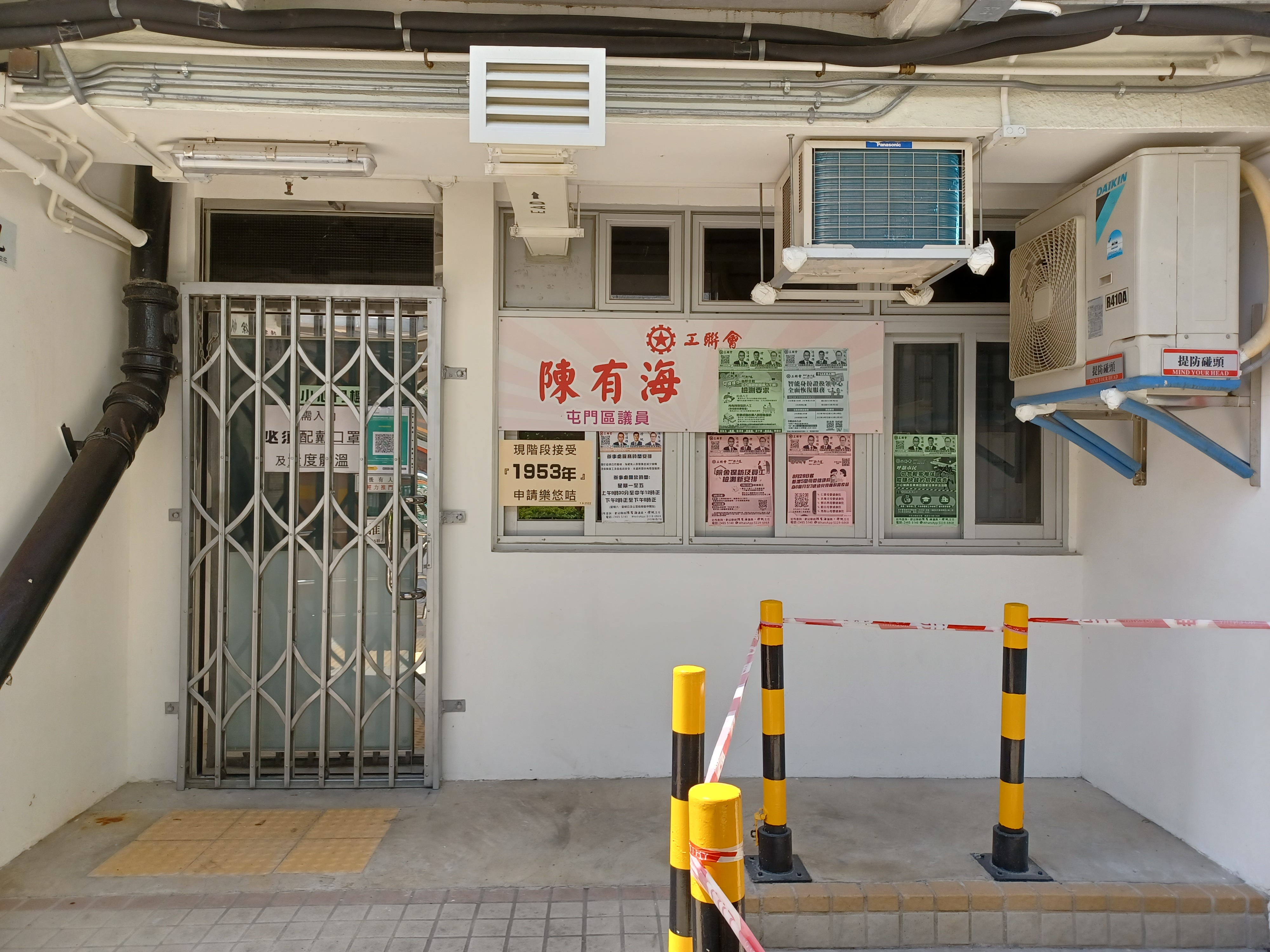
工聯會陳有海屯門區議員辦事處

陳有海，BBS，MH，JP（1958年2月25日—），現任香港屯門區議會委任議員，香港工會聯合會前副會長，民建聯前成員，曾任屯門區議會主席兼景興選區議員。自1994年起代表工聯會參選屯門區議會景興，連勝七次並一直連任至今，成為屯門區議會內連任最長的區議員。

## 生平
早年就讀香島中學。

## 從政
1994年香港區議會選舉，大興南由有工聯會背景的民建聯成員陳有海以1,235票擊敗港同盟滙點推薦的吳潤清的1,150票。同時大興北選區民建聯成員陳文華勝出，結果大興邨一夜改變為親中派的橋頭堡。1999年香港區議會選舉，吳潤清轉到原稱大興北的興澤選區參選，民主黨改派朱順雅參選，與民建聯成員陳有海對壘，結果陳以六成得票連任。
2003年香港區議會選舉，大興南吸納原山景北選區的山景邨景美樓及景麗樓後，採用景興為名，形成現有模樣，陳有海以2,512多於原山景北區議員吳蕙蘭的1,377票成功當選。
2007年香港區議會選舉、2011年香港區議會選舉及2015年香港區議會選舉，由於未有其他參選人，陳有海最終自動當選，不過自2012年因應工聯會、民建聯分家，陳有海只以工聯會身份活動。
2019年香港區議會選舉，爭取第六次連任的陳有海與首次參選的屯門社區網絡成員羅焯勇及獨立候選人劉幸兒爭奪議席，是本區十六年來首次出現有競爭的區議會選舉。結果陳有海僅以137票，險勝得票第二高的羅焯勇，第六次連任成功，成為建制派在屯門區議會中僅剩三位區議員之一。
2021年11月2日，屯門區議會補選區議會主席一職，由於因為泛民主派經歷大量區議員辭職及初選案後民主派議員人數劇減及有民主派議員倒戈支持建制派當選，陳有海抽籤擊敗民協甄紹南當選屯門區議會主席。
2023年12月12日，行政長官李家超委任179名委任區議員，陳有海成為屯門區議會委任議員。

### 歷屆選舉結果
| 政党   | 政党         | 候选人    | 票数  | %     | ±      |
| ------ | ------------ | --------- | ----- | ----- | ------ |
|        | 獨立         | ①. 劉幸兒 | 105   | 1.82  | 不適用 |
|        | 屯門社區網絡 | ②. 羅焯勇 | 2,756 | 47.90 | 不適用 |
|        | 工聯會       | ③. 陳有海 | 2,893 | 50.28 | 不適用 |
| 多数票 | 多数票       | 多数票    | 137   | 2.38  | 不適用 |

| 政党   | 政党   | 候选人 | 票数     | %      | ±      |
| ------ | ------ | ------ | -------- | ------ | ------ |
|        | 工聯會 | 陳有海 | 自動當選 | 不適用 | 不適用 |
| 多数票 | 多数票 | 多数票 | 不適用   | 不適用 | 不適用 |

| 政党   | 政党           | 候选人 | 票数     | %      | ±      |
| ------ | -------------- | ------ | -------- | ------ | ------ |
|        | 工聯會/ 民建聯 | 陳有海 | 自動當選 | 不適用 | 不適用 |
| 多数票 | 多数票         | 多数票 | 不適用   | 不適用 | 不適用 |

| 政党   | 政党           | 候选人 | 票数     | %      | ±      |
| ------ | -------------- | ------ | -------- | ------ | ------ |
|        | 民建聯/ 工聯會 | 陳有海 | 自動當選 | 不適用 | 不適用 |
| 多数票 | 多数票         | 多数票 | 不適用   | 不適用 | 不適用 |

| 政党   | 政党           | 候选人    | 票数  | %     | ±      |
| ------ | -------------- | --------- | ----- | ----- | ------ |
|        | 獨立           | ①. 吳蕙蘭 | 1,377 | 35.41 | 不適用 |
|        | 民建聯/ 工聯會 | ②. 陳有海 | 2,512 | 64.59 | 不適用 |
| 多数票 | 多数票         | 多数票    | 1,135 | 29.18 | 不適用 |

| 政党   | 政党           | 候选人    | 票数  | %     | ±      |
| ------ | -------------- | --------- | ----- | ----- | ------ |
|        | 民建聯/ 工聯會 | ①. 陳有海 | 2,043 | 60.79 | 不適用 |
|        | 民主黨         | ②. 朱順雅 | 1,318 | 39.21 | ▼9.01  |
| 多数票 | 多数票         | 多数票    | 725   | 21.57 | ▲18.01 |

| 政党   | 政党           | 候选人 | 票数  | %     | ±      |
| ------ | -------------- | ------ | ----- | ----- | ------ |
|        | 民建聯/ 工聯會 | 陳有海 | 1,235 | 51.78 | 不適用 |
|        | 民主黨         | 吳潤清 | 1,150 | 48.22 | 不適用 |
| 多数票 | 多数票         | 多数票 | 85    | 3.56  | 不適用 |

## 爭議事件
2016年5月，屯門區議會工聯會區議員李洪森、陳文偉、陳有海、徐帆、新民黨時任區議員朱耀華、蘇炤成與鄉事派組織城鄉居民共和協會屯門鄉郊選區時任區議員陶錫源聯署要求擱置大嶼山群育學校「東灣莫羅瑞華學校」遷至屯門興建新校舍的計劃，新校舍校址毗鄰仁愛堂陳黃淑芳紀念中學；工聯會以及新民黨的區議員反對群育學校遷至屯門的事件引來公眾關注，惟搬遷計劃已在立法會教育事務委員會中獲得通過，屯門區議會亦已審批；早前有工聯會以及新民黨的區議員反對，但兩黨的立法會議員早前接受訪問前均表示支持。2016年5月8日的記者會上，教育事務委員會副主席葉建源亦表示未聽聞有議員會投下反對票。

## 資料來源與註釋
1. ↑  . 屯門區議會. 2020-02-21  [2020-09-08]. （原始内容存档于2023-01-14） （中文（香港））.
2. ↑  . 東網. 2018-04-16  [2019-10-02]. （原始内容存档于2020-03-28） （中文（香港））.
3. ↑  . 文匯報. 2019-11-11. （原始内容存档于2020-03-28） （中文（香港））.
4. ↑  . 香島中學. 2008-3  [2019-04-24]. （原始内容存档于2019-11-29）.
5. ↑   (PDF). 香島中學校友會.   [2019-07-16]. （原始内容 (PDF)存档于2020-12-10）.
6. ↑  2019年香港區議會選舉結果（页面存档备份，存于）
7. ↑  . 獨立媒體. 2021-11-02  [2022-05-23]. （原始内容存档于2021-11-23）.
8. ↑  . 香港政府新聞公告. 2023-12-12  [2023-12-12]. （原始内容存档于2023-12-12）.
9. ↑  . 蘋果日報. 2016年5月13日  [2020年8月15日]. （原始内容存档于2016年12月20日）.
10. ↑  . 香港01. 2016年5月9日  [2020年8月15日]. （原始内容存档于2016年6月17日）.

## 外部連結
- 陳有海的Facebook專頁
- . 屯門區議會. 2020-02-21  [2020-09-08]. （原始内容存档于2023-12-05） （中文（香港））.

| 議會席位      | 議會席位                                                | 議會席位         |
| ------------- | ------------------------------------------------------- | ---------------- |
| 首任          | 屯門區議會 景興選區區議員 1994年10月1日－2023年12月31日 | 選區合併為屯門西 |
| 前任： 陳樹英 | 屯門區議會主席 2021年11月2日－2023年12月31日            | 繼任： 關可臨    |